# Chiesa delle Anime Sante del Purgatorio (Galatina)
La chiesa delle Anime Sante del Purgatorio è una chiesa barocca di Galatina voluta all'inizio del XVIII secolo dall'omonima confraternita. I lavori di costruzione dell'edificio, condotti sotto il priorato di Lorenzo Luceri, furono completati nel 1708.
La confraternita delle Anime, sorta a seguito dello scioglimento dell'antica congrega di Santa Caterina da Siena, ottenne il Regio assenso il 30 aprile 1767. Sostenere la pratica devozionale del suffragio in onore dei confratelli defunti e diffondere l'idea del Purgatorio, quale luogo di purificazione dei peccati in attesa della gloria celeste, erano le principali finalità perseguite dalla congregazione.

## Prospetto
Da un punto di vista architettonico, l'edificio presenta un'interessante pianta ottagonale, dove l'andamento poligonale della semplice cortina muraria è sottolineato dalla presenza di paraste angolari, scanalate nella parte inferiore. Sul prospetto principale si apre un elegante portale con architrave recante, al centro, il medaglione con le anime purganti divorate dalle fiamme, a conferma della dedicazione della chiesa. Al di sopra della cornice dal profilo spezzato si adagiano graziosi angioletti ai lati del cartiglio e delle volute. Un altro portale si conserva murato sul fianco sinistro, arricchito da angeli e motivi simbolici che rammentano la morte.

## Interno
La spazialità interna, anch'essa ottagonale, è scandita da paraste angolari scanalate sulle quali si addossano mensole decorate con volute e testine angeliche a sostegno delle sei statue di santi particolarmente venerati dal sodalizio: San Gregorio Nazianzeno, San Nicola da Tolentino, San Domenico di Guzman, Santa Caterina da Siena, Santa Cristina e Santa Domenica.
Della ricca e varia decorazione plastica si segnalano, in particolare, i sinuosi angeli reggicandelabro ai lati dei grandi finestroni e le catene di volute che movimentano le superfici. La copertura a tetto è celata da un controsoffitto ligneo a lacunari con una grande tela centrale dal profilo mistilineo del XVIII secolo, raffigurante il Cristo Risorto. Degno di nota è, inoltre, l'altare maggiore sul quale è collocato il dipinto di Serafino Elmo del 1744 raffigurante la Madonna e le anime del Purgatorio.